# Mesquita Sidi Ameur
La mesquita Sidi Ameur (àrab: مسجد سيدي عامر, masjid Sīdī ʿĀmir), coneguda també com la petita mesquita de Sidi Ameur, és una mesquita tunesina situada al sud-est de la medina de Tunis així com un monument classificat des del 16 de novembre de 1928.

## Localització
Es troba al número 24 del carrer Sidi Ali Azzouz.

## Etimologia
Pren el seu nom del sant home Sidi Ameur El Batach, procedent de la Marsa i mort la nit del divendres 21 de jumada al ula de l'any 933 de l'hègira.

## Història
Des del seu enterrament a esta mesquita en 1526, la gent va començar a visitar l'edifici i a recopilar les qualitats de Sidi Ameur en una obra escrita.

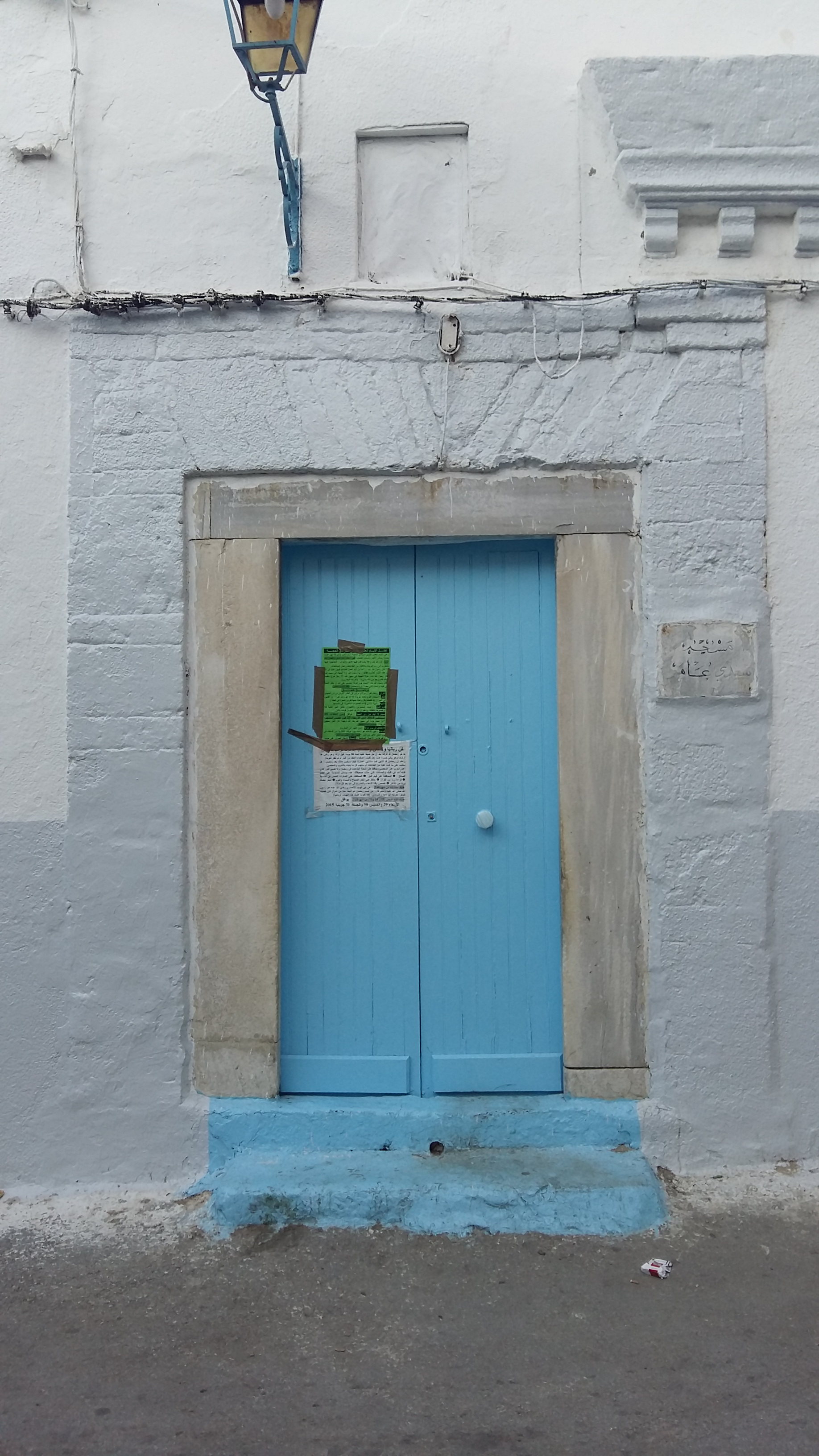
Porta d'entrada
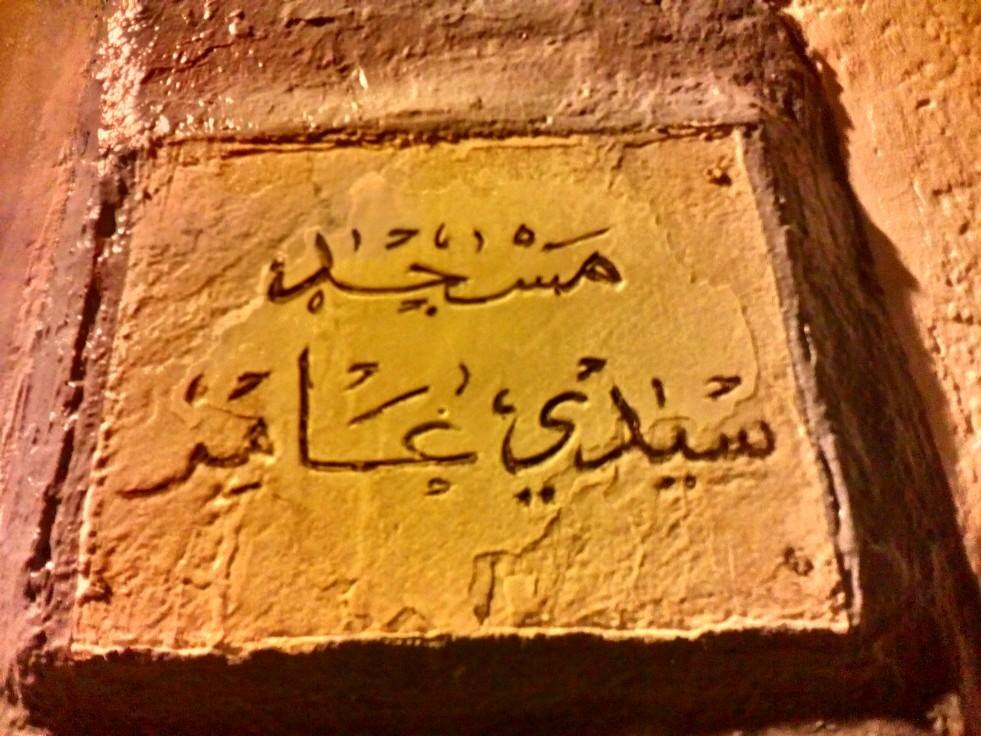
Placa en marbre indicant el nom de la mesquita